# Stężyca (województwo wielkopolskie)
Stężyca – wieś w Polsce położona w województwie wielkopolskim, w powiecie gostyńskim, w gminie Gostyń.
Wieś duchowna, własność opata benedyktynów w Lubiniu pod koniec XVI wieku leżała w powiecie kościańskim województwa poznańskiego.
W okresie Wielkiego Księstwa Poznańskiego (1815-1848) miejscowość wzmiankowana jako Stężyca należała do wsi mniejszych w ówczesnym pruskim powiecie Kosten rejencji poznańskiej. Stężyca należała do okręgu krzywińskiego tego powiatu i stanowiła część majątku Jerka, którego właścicielem był wówczas (1846) rząd pruski w Berlinie. Według spisu urzędowego z 1837 roku Stężyca liczyła 26 mieszkańców, którzy zamieszkiwali 11 dymów (domostw).
W latach 1975–1998 miejscowość położona była w województwie leszczyńskim.
Zobacz też: Stężyca, Stężyca Nadwieprzańska, Stężyca Łęczyńska, Stężyca-Kolonia